# Brian Ua Neill
Brian Catha Duinn Uí Néill roi du Cenél nÉogain de (1241-1260) et dernier Ard ri Érenn irlandais (1258-1260).

## Origine
Brian Ua Néill ou Uí Néill était le fils de Neill Ruadh O’Neill ( († 1223) du Cénel nÉogain descendant de Aed de Craeb Tulcha ( († 1004), le fils cadet de l’Ard ri Érenn Domhall mac Muircheartach († 980) ou plus probablement de Muirchertach († 977); fils ainé prédécédé du même Domnall, par l'intermediaire de Flaithbertach Ua Néill († 1036) puis d'Aed Athlaman († 1033) fils également prédécédé du précédent . 
Cette branche cadette des Uí Néill du Cenél nEógain s’était opposée à la branche aînée des Meic Lochlann jusqu’au partage en 1167 sous l'égide de Ruaidri O'Connor du territoire du Tir Éogain entre Niall un fils de l’Ard ri Érenn Muirchertach MacLochlainn et Áed In Macáem Toinlesc Ua Neill († 1177), le grand-père de Brian Catha Duinn Ua Neill.

## Ard ri Érenn
En 1241 Brian prend le contrôle de l’ensemble du Tir Éogain après la mort de Domnall mac Muirchetaig Mac Lochlainn au combat de Caim Eirge. En 1258 lors d'une rencontre à Cáeluisce près de Belleck sur l'Erne, il n'hésite pas à se faire reconnaître par ses parents du Cenél Conaill, Áed mac Felim Ua Conchobair roi de Connaught et Tadgh Ua Briain héritier du Thomond comme le légitime détenteur du « royaume des Gaëls d'Irlande » c'est-à-dire Ard ri Érenn Fort de cette légitimité il attaque immédiatement les anglo-normands d’Ulster mais il est vaincu et tué avec de nombreux partisans à la Bataille de Druin Dearg (Comté de Down) le 16 mai 1260. Sa tête coupée est envoyée au roi Henri III d'Angleterre

## Postérité
Brian Catha Duinn O’Neill sera le dernier irlandais à revendiquer le titre d’Ard ri Érenn.En 1315 son fils Domnall mac Brian O'Néill roi de Tir Éogain (1283-1325 avec des interruptions) cèdera ses droits de « roi héréditaire d'Irlande » à Édouard Bruce.
Son lointain descendant Hugh O'Neill, 2e Comte de Tyrone mort en exil à Rome en 1616 sera le dernier souverain du Cenél nEógain.

## Sources
- Liens avec University College  Cork & Annales d'Ulster
- (en) Art Cosgrove (sous la direction de), New History of Irland,Volume II ‘’Medieval Ireland 1169-1534’’, Oxford, Oxford University Press, 2008, 1066 p. (ISBN 978-0-19-953970-3), p. 244-246,248,252,348
- (en) Seamus O' Ceallaigh Problems with the O'Neill Pedigree dans « Gleamings from Ulster History », Cork University Press, Cork, 1951.
- (en) Francis John Byrne Irish Kings and High-Kings, Four Courts Press History Classics, Dublin (2001)  (ISBN 1-85182-196-1)
- (en) Sean Duffy, Medieval Ireland An Encyclopdia, New York, Routledge, 2005, 546 p. (ISBN 0-415-94052-4)